# Політ снаряда
Вільним польотом снаряда називається фаза його руху після пострілу до попадання в тверду перешкоду (ціль, ґрунт) або до дистанційного підриву. У цьому процесі на снаряд діють тільки сила тяжіння і сили, що виникають під час руху тіла в газоподібному середовищі (атмосфері Землі). У загальному випадку в атмосфері Землі також можуть існувати впорядковані рухи мас повітря (вітер), які впливають на політ снаряда.
Оскільки розміри снаряда набагато менше долається їм дистанції, його рух можна як рух матеріальної точки по кривою, званої траєкторією польоту. Проте визначення всіх сил, що діють на снаряд у польоті, наближення матеріальної точки недостатньо; необхідно розглядати снаряд як тіла з кінцевими розмірами.
Прийнято вважати траєкторію польоту снаряда криву, яку під час руху описує його центр мас. Ця крива також має назву балістичної. У загальному випадку вона не є ні прямою, ні параболічною, ні навіть плоскою. Як правило, форма цієї кривої задається таблично за результатами дослідних стрільб за нормальних умов, а згодом з великого статистичного матеріалу будується емпірична модель для цієї траєкторії. Однак у ряді граничних випадків форма балістичної кривої може бути близька до одного зі згаданих вище випадків.
Згідно з першим законом Ньютона, за відсутності впливу на снаряд зовнішніх сил він рухатиметься прямолінійно і рівномірно. Така ситуація можлива при стрільбі з гармат у глибокому космосі, далеко від джерел тяжіння при зневажливо малому опорі міжзоряного середовища. Однак така можливість на даний момент можлива лише у фантастичній літературі. При русі снаряда в гравітаційному полі з початковою швидкістю, неколлінеарною вектор напруженості цього поля, траєкторія снаряда буде кривою лінією. Якщо гравітаційне поле однорідне і опір середовища відсутня, то балістична крива набуває форми параболи. Це може виконатися при стрільбі на невелику дальність на поверхні великого небесного тіла, що не має атмосфери, наприклад Місяця. Для земних умов це наближення зазвичай не виконується - навіть снаряди дуже малопотужних гармат відчувають великі сили опору з боку повітря. Тому для навіть таких гармат параболічна форма траєкторії є дуже грубим наближенням. При стрільбі в умовах неоднорідного гравітаційного поля без опору середовища форма траєкторії може бути будь-якою, навіть замкненою. Подібні досліди проводилися на одній із радянських орбітальних станцій серії "Салют", оснащеній малокаліберною авіаційною скорострільною гарматою конструкції А. е.. Нудельман. Великого військового значення вони мали, але спостереження за випущеними снарядами та його входженням до атмосферу Землі під різними кутами допомогли у вдосконаленні спостережних методик метеорної астрономії.

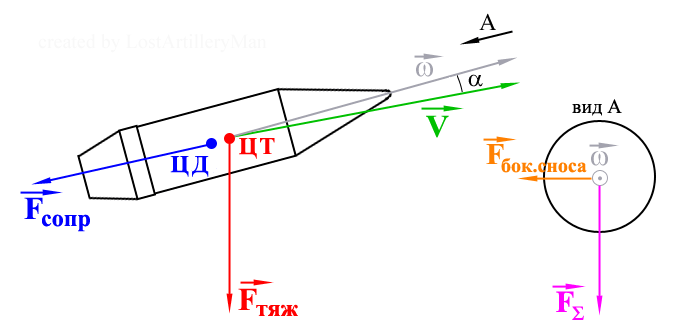
Сили, що діють на снаряд у польоті

Для суто земних практичних умов стрільби снаряд випускається під деяким кутом кидання до горизонту і під час його руху на нього діють сила тяжіння та аеродинамічна сила. Перша спрямована до земної поверхні та повідомляє снаряду прискорення, спрямоване вертикально донизу. Оскільки снаряд є тіло складної геометричної форми, її точкою докладання є центр мас снаряда. Положення центру мас залежить від форми снаряда та розподілу мас усередині нього.
Аеродинамічна сила щодо вектора швидкості снаряда традиційно розбивається на дві складові — силу опору середовища, спрямовану проти вектора швидкості і підйомну (або притискаючу) силу в поперечному напрямку до вектора швидкості. Остання компонента не має помітного впливу на політ снаряда і практично нею можна знехтувати (оскільки снаряд має симетричну форму, а кут атаки α снаряда дуже невеликий). Точкою докладання цієї сили до снаряду є так званий центр тиску, який зазвичай не збігається з центром мас. Положення центру тиску залежить від форми снаряда.